# Aréthuse (1929)
Aréthuse (NN7) – francuski okręt podwodny z okresu międzywojennego i II wojny światowej, jedna z pięciu jednostek typu Argonaute. Okręt został zwodowany 8 sierpnia 1929 roku w stoczni Schneidera w Chalon-sur-Saône, a w skład Marine nationale wszedł 14 lipca 1933 roku. Jednostka pełniła służbę na Morzu Śródziemnym, a od zawarcia zawieszenia broni między Francją a Niemcami znajdowała się pod kontrolą rządu Vichy. Po lądowaniu Aliantów w Afryce Północnej „Aréthuse” weszła w skład marynarki Wolnych Francuzów, biorąc następnie udział w zdobyciu Korsyki. W 1944 roku okręt został odstawiony do rezerwy, a w marcu 1946 roku został sprzedany na złom.

## Projekt i budowa
„Aréthuse” zamówiona została w ramach programu rozbudowy floty francuskiej z 1926 roku. Okręt, zaprojektowany przez Eugène’a Schneidera i Maxime’a Laubeufa, należał do ulepszonej w stosunku do 600-tonowych typów Sirène, Ariane i Circé serii jednostek o wyporności 630 ton. Usunięto większość wad poprzedników: okręty charakteryzowały się wysoką manewrowością i krótkim czasem zanurzenia; poprawiono też warunki bytowe załóg.
„Aréthuse” zbudowana została w stoczni Schneidera w Chalon-sur-Saône . Stępkę okrętu położono 6 stycznia 1928 roku , a zwodowany został 8 sierpnia 1929 roku.

## Dane taktyczno-techniczne
„Aréthuse” była średniej wielkości okrętem podwodnym o konstrukcji dwukadłubowej. Długość między pionami wynosiła 63,4 metra, szerokość 6,4 metra i zanurzenie 4,24 metra . Wyporność normalna w położeniu nawodnym wynosiła 630 ton, a w zanurzeniu 798 ton. Okręt napędzany był na powierzchni przez dwa dwusuwowe silniki wysokoprężne Schneider-Carels o łącznej mocy 1300 KM. Napęd podwodny zapewniały dwa silniki elektryczne o łącznej mocy 1000 KM. Dwuśrubowy układ napędowy pozwalał osiągnąć prędkość 14 węzłów na powierzchni i 9 węzłów w zanurzeniu. Zasięg wynosił 2300 Mm przy prędkości 13,5 węzła w położeniu nawodnym (lub 4000 Mm przy prędkości 10 węzłów) oraz 82 Mm przy prędkości 5 węzłów w zanurzeniu . Zbiorniki paliwa mieściły 65 ton oleju napędowego. Dopuszczalna głębokość zanurzenia wynosiła 80 metrów .
Okręt wyposażony był w osiem wyrzutni torped: trzy stałe kalibru 550 mm na dziobie, jedną zewnętrzną kalibru 550 mm na rufie, podwójny zewnętrzny obracalny aparat torpedowy kalibru 550 mm oraz podwójny zewnętrzny obracalny aparat torpedowy kalibru 400 mm . Łącznie okręt przenosił dziewięć torped, w tym siedem kalibru 550 mm i dwie kalibru 400 mm . Uzbrojenie artyleryjskie stanowiło umieszczone przed kioskiem działo pokładowe kalibru 75 mm M1928 L/35 oraz pojedynczy wielkokalibrowy karabin maszynowy Hotchkiss kalibru 13,2 mm L/76. Jednostka wyposażona też była w hydrofony .
Załoga okrętu składała się z 3 oficerów oraz 38 podoficerów i marynarzy.

## Służba
„Aréthuse” weszła do służby w Marine nationale 14 lipca 1933 roku . Jednostka otrzymała numer burtowy NN7 . W momencie wybuchu II wojny światowej okręt pełnił służbę na Morzu Śródziemnym, wchodząc w skład 17. dywizjonu 6. eskadry 4. Flotylli okrętów podwodnych w Bizercie (wraz z siostrzanymi jednostkami „Atalante”, „La Vestale” i „La Sultane”) . Dowódcą okrętu był w tym okresie kpt. mar. M.G. Gardair . W czerwcu 1940 roku „Aréthuse” znajdowała się w składzie 17. dywizjonu, przechodząc remont w La Ciotat (miał trwać do 7 lipca), a jej dowódcą był nadal kpt. mar. M.G. Gardair . 22 czerwca, w dniu zawarcia zawieszenia broni między Francją a Niemcami, okręt znajdował się w remoncie w Tulonie . W listopadzie 1940 roku rozbrojona we wrześniu jednostka znajdowała się w Tulonie .
9 grudnia 1940 roku okręty podwodne „Archimède”, „Aréthuse”, „La Sultane” i „La Vestale” wypłynęły z Tulonu do Dakaru w eskorcie awiza „Commandant Bory”, by via Oran dotrzeć 16 grudnia do Casablanki .
Po lądowaniu Aliantów w Afryce Północnej, w grudniu 1942 roku „Aréthuse” weszła w skład marynarki Wolnych Francuzów . W 1943 roku okręt poddano modernizacji, w wyniku której zamiast wkm kal. 13,2 mm zamontowano pojedyncze działko przeciwlotnicze Oerlikon kal. 20 mm L/70 . 4 czerwca 1943 roku nieopodal Porto Cervo na Sardynii dowodzona przez kpt. mar. Jeana Gouttiera „Aréthuse” zatopiła w ataku torpedowym francuski (Vichy) statek handlowy „Dalny” o pojemności 6672 BRT (na pozycji 41°08′N 9°32′E/41,133333 9,533333)  . We wrześniu i październiku 1943 roku jednostka wraz z innymi okrętami francuskimi wzięła udział w zdobyciu Korsyki. W dniach 16–18 września „Aréthuse” dostarczyła pod Ajaccio pięć ton materiałów wojennych, przewiezionych z Algieru .
9 stycznia „Aréthuse” wraz z brytyjskim okrętem podwodnym HMS „Unseen” (P51) wyszły z Algieru w konwoju MKS-36, docierając do Gibraltaru . W 1944 roku okręt odstawiono do rezerwy . 25 marca 1946 roku jednostka została sprzedana na złom  .